# Бувин, Иван Иванович
Иван Иванович Бувин (1918—1944) — старший лейтенант Рабоче-крестьянской Красной Армии, участник Великой Отечественной войны, Герой Советского Союза (1944).

## Биография
Иван Бувин родился в 1918 году в деревне Соборовка (ныне — Троснянский район Орловской области) в семье крестьянина. Окончил семь классов школы. Проживал и работал сначала в Керчи, затем в Каменке-Днепровской Запорожской области Украинской ССР. 19 октября 1940 года был призван на службу в Рабоче-крестьянскую Красную Армию Каменско-Днепровским районным военным комиссариатом. С июня 1941 года — на фронтах Великой Отечественной войны. В 1943 году вступил в ВКП(б). Участвовал в боях на Западном, Калининском, 2-м Прибалтийском и 1-м Белорусском фронтах. К июлю 1944 года старший лейтенант Иван Бувин командовал батареей 339-го отдельного истребительно-противотанкового дивизиона 1-й стрелковой дивизии 70-й армии 1-го Белорусского фронта. Отличился во время освобождения Белорусской ССР.
26 июля 1944 года батарея Бувина вклинилась в немецкую оборону в Брестском районе Брестской области, подавил 12 пулемётов, уничтожила более 20 немецких солдат и офицеров, а ещё 7 — взяла в плен. 28 июля батарея Бувина совместно со взводом противотанковых ружей отрезала путь прорвавшейся из окружения группы немецких солдат, уничтожила 3 орудий, 500 вражеских солдат и офицеров, а также большое количество боевой техники. В ходе боя батареей было отражено 8 контратак.
Указом Президиума Верховного Совета СССР от 26 октября 1944 года за «образцовое выполнение боевых заданий командования на фронте борьбы с немецко-фашистскими захватчиками и проявленные при этом мужество и героизм» старший лейтенант Иван Бувин был удостоен высокого звания Героя Советского Союза с вручением ордена Ленина и медали «Золотая Звезда». Награды ему вручены не были, так как 13 октября 1944 года Бувин погиб в бою на территории Польши. Был похоронен в городе Радзымин Варшавского воеводства, а затем перезахоронен на Центральном военном кладбище Варшавы.
Был также награждён орденами Отечественной войны 2-й степени и Красной Звезды. Имя Бувина присвоено школе, в которой он учился. Горельеф Бувина есть на аллее Героев в городе Каменка-Днепровская.